# Soluppvärmning
Soluppvärmning är uppvärmning med solvärme vilket kan användas för att värma upp byggnader och tappvatten. Det ska inte förväxlas med fotovoltaik, där solenergi omvandlas till elektricitet via solceller.

## Funktion
En solfångare tar emot solstrålar, varifrån värmen transporteras med ett lämpligt medium, ofta vatten. Anläggningen kan kompletteras med ackumulatortankar för att spara värme från dag till natt, eller till molnigt väder. Soluppvärmning är förnybar energi, som kan minska koldioxidutsläpp, minska beroendet av fossila bränslen, förbättra luft i städer och skapa lokala arbetstillfällen.
| Soluppvärmning totalt 2005-2008 (MW) | Soluppvärmning totalt 2005-2008 (MW) | Soluppvärmning totalt 2005-2008 (MW) | Soluppvärmning totalt 2005-2008 (MW) | Soluppvärmning totalt 2005-2008 (MW) | Soluppvärmning totalt 2005-2008 (MW) |
| Nr                                   | Region                               | 2005                                 | 2006                                 | 2007                                 | 2008                                 |
| ------------------------------------ | ------------------------------------ | ------------------------------------ | ------------------------------------ | ------------------------------------ | ------------------------------------ |
| 1                                    | Kina                                 | 55,5                                 | 67,9                                 | 84,0                                 |                                      |
| 2                                    | Europeiska unionen                   | 11,2                                 | 13,5                                 | 15,5                                 |                                      |
| 3                                    | Turkiet                              | 5,7                                  | 6,6                                  | 7,1                                  |                                      |
| 4                                    | Japan                                | 5,0                                  | 4,7                                  | 4,9                                  |                                      |
| 5                                    | Israel                               | 3,3                                  | 3,8                                  | 3,5                                  |                                      |
| 6                                    | Brasilien                            | 1,6                                  | 2,2                                  | 2,5                                  |                                      |
| 7                                    | USA                                  | 1,6                                  | 1,8                                  | 1,7                                  |                                      |
| 8                                    | Australien                           | 1,2                                  | 1,3                                  | 1,2                                  |                                      |
| 9                                    | Indien                               | 1,1                                  | 1,2                                  | 1,5                                  |                                      |
|                                      | Världen (MW)                         | 88                                   | 105                                  | 126                                  | 145                                  |

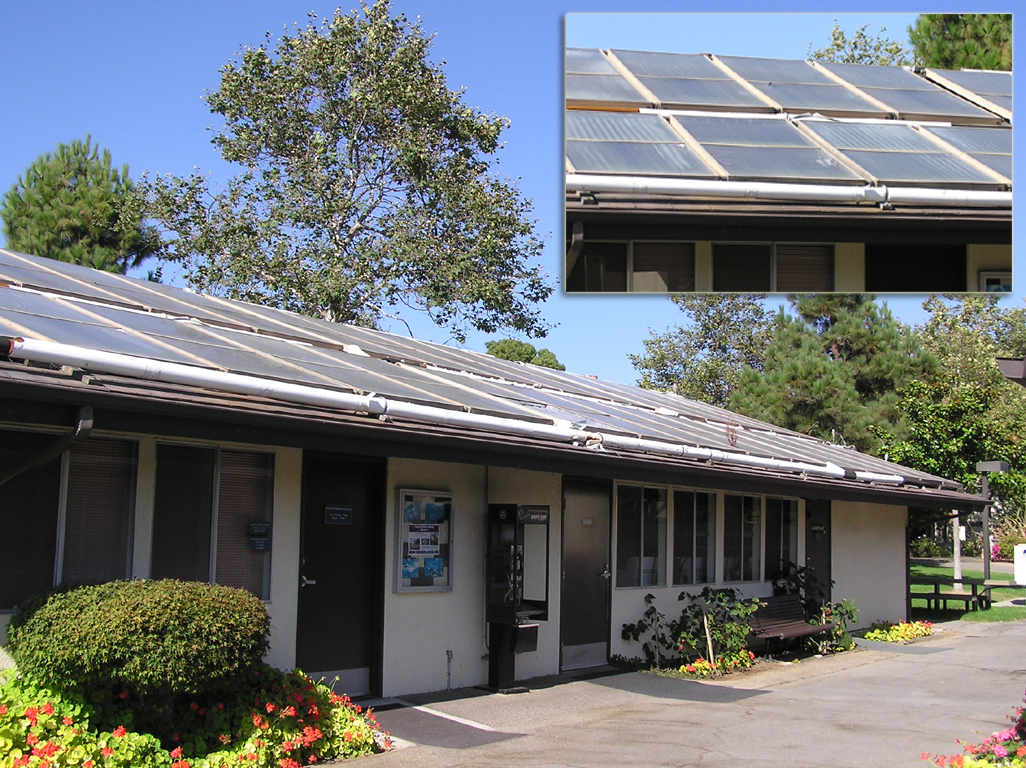
Soluppvärmning i Australien.

Bland länder som använder solvärme kan nämnas Folkrepubliken Kina, de södra delarna av Europeiska unionen, Turkiet, Japan och Israel.

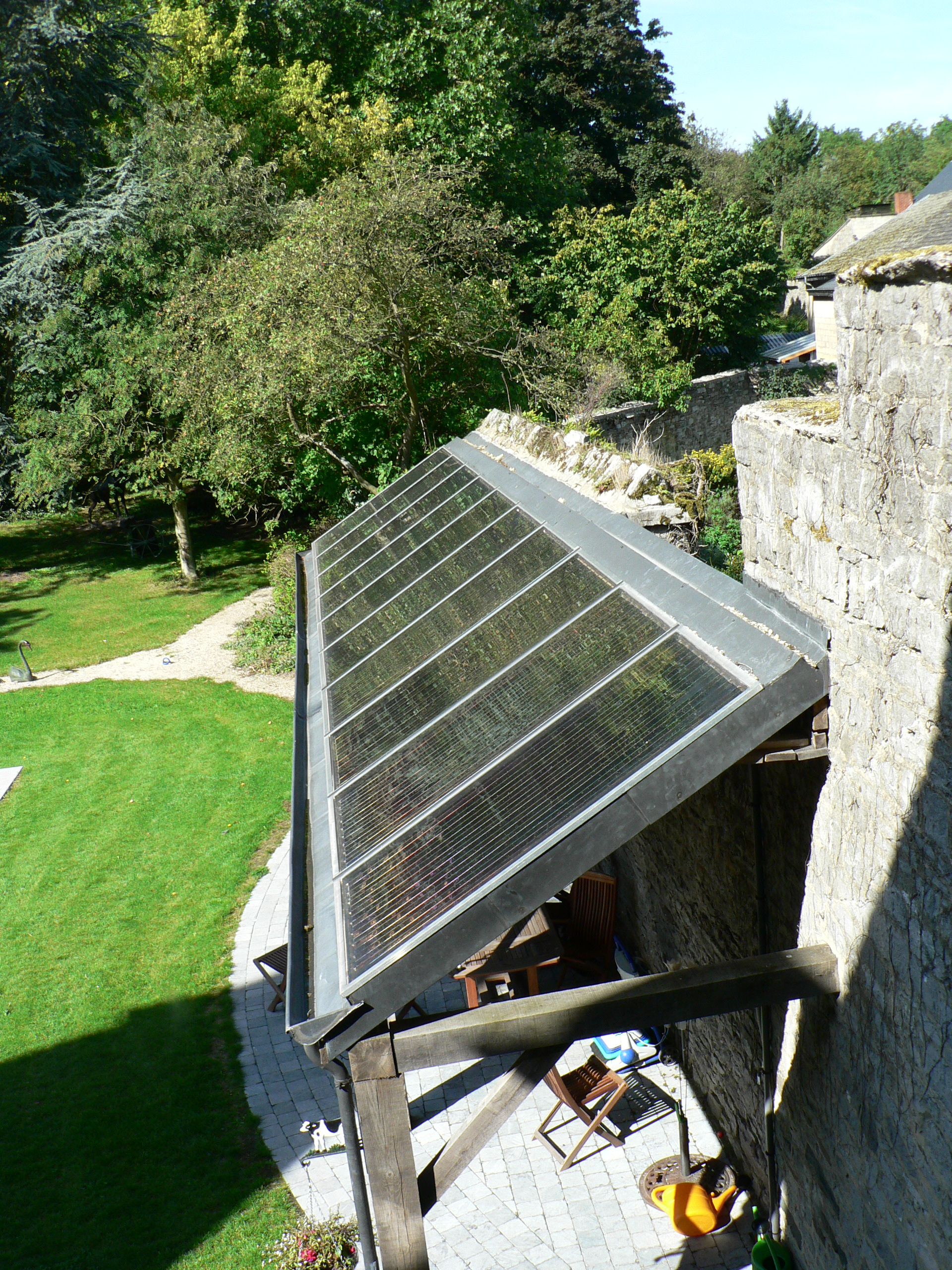
Simbassäng uppvärmning

## Soluppvärmning i Europa
| Soluppvärmning* (MW värmeeffekt) | Soluppvärmning* (MW värmeeffekt) | Soluppvärmning* (MW värmeeffekt) | Soluppvärmning* (MW värmeeffekt) | Soluppvärmning* (MW värmeeffekt) | Soluppvärmning* (MW värmeeffekt) |
| Nr                               | Land                             | 2006                             | 2007                             | 2008                             | Totalt 2008                      |
| -------------------------------- | -------------------------------- | -------------------------------- | -------------------------------- | -------------------------------- | -------------------------------- |
| 1                                | Tyskland                         | 1 050                            | 665                              | 1 470                            | 7 766                            |
| 2                                | Grekland                         | 168                              | 198                              | 209                              | 2 708                            |
| 3                                | Österrike                        | 205                              | 197                              | 243                              | 2 268                            |
| 4                                | Frankrike                        | 154                              | 179                              | 272                              | 1 137                            |
| 5                                | Italien                          | 130                              | 172                              | 295                              | 1 124                            |
| 6                                | Spanien                          | 123                              | 183                              | 304                              | 988                              |
| 7                                | Cypern                           | 42                               | 46                               | 48                               | 485                              |
| 8                                | Schweiz                          | 36                               | 46                               | 60                               | 416                              |
| 9                                | Danmark                          | 18                               | 16                               | 23                               | 293                              |
| 10                               | Storbritannien                   | 38                               | 38                               | 57                               | 270                              |
| 11                               | Nederländerna                    | 10                               | 14                               | 18                               | 254                              |
| 12                               | Polen                            | 29                               | 47                               | 91                               | 254                              |
| 13                               | Portugal                         | 14                               | 18                               | 60                               | 223                              |
| 14                               | Sverige                          | 20                               | 18                               | 19                               | 202                              |
| 15                               | Belgien                          | 25                               | 30                               | 64                               | 188                              |
| 16                               | Tjeckien                         | 15                               | 18                               | 25                               | 116                              |
| 17                               | Slovenien                        | 5                                | 8                                | 11                               | 96                               |
| 18                               | Slovakien                        | 6                                | 6                                | 9                                | 67                               |
| 19                               | Rumänien                         | 0                                | 0                                | 6                                | 66                               |
| 20                               | Irland                           | 4                                | 11                               | 31                               | 52                               |
| 21                               | Malta                            | 3                                | 4                                | 4                                | 25                               |
| 22                               | Bulgarien                        | 2                                | 2                                | 3                                | 22                               |
| 23                               | Finland                          | 2                                | 3                                | 3                                | 18                               |
| 24                               | Ungern                           | 1                                | 6                                | 8                                | 18                               |
| 25                               | Luxemburg                        | 2                                | 2                                | 3                                | 16                               |
| 26                               | Lettland                         | 1                                | 1                                | 1                                | 5                                |
| 27                               | Litauen                          | 0                                | 0                                | 1                                | 3                                |
| 28                               | Estland                          | 0                                | 0                                | 0                                | 1                                |
| 28                               | EU27+CH MW värme                 | 2 100                            | 1 920                            | 3 330                            | 19 083                           |
| * 1000 m² = 0,7 MW värme         |                                  |                                  |                                  |                                  |                                  |

Soluppvärmning värmer (2007) upp 10 miljoner europeiska hem, där ungefär 90% av den europeiska marknaden för ligger inom småbostadssektorn. På grund av ekonomiska skalfördelar minskar kostnaden för att installera solvärme i takt med att allt fler använder tekniken. Österrike ses som ett föregångsland, här används soluppvärmning redan i 15 % av enfamiljshusen.
År 2005 ersatte soluppvärmningen 34 000 lastbilar olja i EU-länderna eller 686 000 ton olja. ESTIF:s minimummål för 2020 är att spara 278 000 lastbilar olja i EU, man har också satt upp ett ambitiöst mål på 982 000 insparade lastbilar olja 2020. Minimummålet motsvarar 199 kW/1 000 invånare och det ambitiösa målet 700 kW/1 000 invånare.